# Judo vid olympiska sommarspelen 1992
Resultat från tävlingarna i judo under olympiska sommarspelen 1992.

## Medaljsummering

### Medaljtabell
| Pl.    | Nation         | Guld | Silver | Brons | Totalt |
| ------ | -------------- | ---- | ------ | ----- | ------ |
| 1      | Japan          | 2    | 4      | 4     | 10     |
| 2      | Frankrike      | 2    | 1      | 4     | 7      |
| 3      | OSS            | 2    | 0      | 2     | 4      |
| 4      | Spanien        | 2    | 0      | 0     | 2      |
| 5      | Ungern         | 1    | 2      | 1     | 4      |
| 6      | Kuba           | 1    | 1      | 3     | 5      |
| 7      | Sydkorea       | 1    | 1      | 2     | 4      |
| 8      | Kina           | 1    | 0      | 2     | 3      |
| 9      | Brasilien      | 1    | 0      | 0     | 1      |
| 9      | Polen          | 1    | 0      | 0     | 1      |
| 11     | Storbritannien | 0    | 2      | 2     | 4      |
| 12     | Israel         | 0    | 1      | 1     | 2      |
| 13     | Italien        | 0    | 1      | 0     | 1      |
| 13     | USA            | 0    | 1      | 0     | 1      |
| 15     | Tyskland       | 0    | 0      | 2     | 2      |
| 15     | Nederländerna  | 0    | 0      | 2     | 2      |
| 17     | Belgien        | 0    | 0      | 1     | 1      |
| 17     | Kanada         | 0    | 0      | 1     | 1      |
| 17     | Turkiet        | 0    | 0      | 1     | 1      |
| Totalt | Totalt         | 14   | 14     | 28    | 56     |

### Herrar
| Event                               | Guld                      | Silver                         | Brons                       |
| Extra lättvikt (60 kg) Detaljer...  | Nazim Husejnov OSS        | Yoon Hyun Sydkorea             | Tadanori Koshino Japan      |
| Extra lättvikt (60 kg) Detaljer...  | Nazim Husejnov OSS        | Yoon Hyun Sydkorea             | Richard Trautmann Tyskland  |
| Halv lättvikt (65 kg) Detaljer...   | Rogério Sampaio Brasilien | József Csák Ungern             | Israel Hernández Kuba       |
| Halv lättvikt (65 kg) Detaljer...   | Rogério Sampaio Brasilien | József Csák Ungern             | Udo Quellmalz Tyskland      |
| Lättvikt (71 kg) Detaljer...        | Toshihiko Koga Japan      | Bertalan Hajtós Ungern         | Chung Hoon Sydkorea         |
| Lättvikt (71 kg) Detaljer...        | Toshihiko Koga Japan      | Bertalan Hajtós Ungern         | Oren Smadja Israel          |
| Halv mellanvikt (78 kg) Detaljer... | Hidehiko Yoshida Japan    | Jason Morris USA               | Bertrand Damaisin Frankrike |
| Halv mellanvikt (78 kg) Detaljer... | Hidehiko Yoshida Japan    | Jason Morris USA               | Kim Byung-Joo Sydkorea      |
| Mellanvikt (86 kg) Detaljer...      | Waldemar Legień Polen     | Pascal Tayot Frankrike         | Nicolas Gill Kanada         |
| Mellanvikt (86 kg) Detaljer...      | Waldemar Legień Polen     | Pascal Tayot Frankrike         | Hirotaka Okada Japan        |
| Halv tungvikt (95 kg) Detaljer...   | Antal Kovács Ungern       | Raymond Stevens Storbritannien | Theo Meijer Nederländerna   |
| Halv tungvikt (95 kg) Detaljer...   | Antal Kovács Ungern       | Raymond Stevens Storbritannien | Dmitri Sergejev OSS         |
| Tungvikt (+95 kg) Detaljer...       | David Chachaleisjvili OSS | Naoya Ogawa Japan              | Imre Csosz Ungern           |
| Tungvikt (+95 kg) Detaljer...       | David Chachaleisjvili OSS | Naoya Ogawa Japan              | David Douillet Frankrike    |

### Damer
| Event                               | Guld                       | Silver                            | Brons                        |
| Extra lättvikt (48 kg) Detaljer...  | Cécile Nowak Frankrike     | Ryoko Tamura Japan                | Amarilis Savón Kuba          |
| Extra lättvikt (48 kg) Detaljer...  | Cécile Nowak Frankrike     | Ryoko Tamura Japan                | Hülya Şenyurt Turkiet        |
| Halv lättvikt (52 kg) Detaljer...   | Almudena Muñoz Spanien     | Noriko Mizoguchi Japan            | Li Zhongyun Kina             |
| Halv lättvikt (52 kg) Detaljer...   | Almudena Muñoz Spanien     | Noriko Mizoguchi Japan            | Sharon Rendle Storbritannien |
| Lättvikt (56 kg) Detaljer...        | Miriam Blasco Spanien      | Nicola Fairbrother Storbritannien | Driulis González Kuba        |
| Lättvikt (56 kg) Detaljer...        | Miriam Blasco Spanien      | Nicola Fairbrother Storbritannien | Chiyori Tateno Japan         |
| Halv mellanvikt (61 kg) Detaljer... | Cathérine Fleury Frankrike | Yael Arad Israel                  | Jelena Petrova OSS           |
| Halv mellanvikt (61 kg) Detaljer... | Cathérine Fleury Frankrike | Yael Arad Israel                  | Zhang Di Kina                |
| Mellanvikt (66 kg) Detaljer...      | Odalis Revé Kuba           | Emanuela Pierantozzi Italien      | Kate Howey Storbritannien    |
| Mellanvikt (66 kg) Detaljer...      | Odalis Revé Kuba           | Emanuela Pierantozzi Italien      | Heidi Rakels Belgien         |
| Halv tungvikt(72 kg) Detaljer...    | Kim Mi-Jung Sydkorea       | Yoko Tanabe Japan                 | Irene de Kok Nederländerna   |
| Halv tungvikt(72 kg) Detaljer...    | Kim Mi-Jung Sydkorea       | Yoko Tanabe Japan                 | Laetitia Meignan Frankrike   |
| Tungvikt (+72 kg) Detaljer...       | Zhuang Xiaoyan Kina        | Estela Rodríguez Kuba             | Natalia Lupino Frankrike     |
| Tungvikt (+72 kg) Detaljer...       | Zhuang Xiaoyan Kina        | Estela Rodríguez Kuba             | Yoko Sakaue Japan            |